# Символи Європи
Символи Європи — зовнішня атрибутика у формі знаків, символів, кольорів тощо, що репрезентує державницьку ідею. Залежно від символу, вони можуть застосовуватися до Європи в цілому або до Європейського союзу (ЄС). Найбільш відомі символи, що повинні були представляти Європу в цілому, запроваджено Радою Європи в 1950-60-х  роках. Багато людей після того, як їх затвердила дана організація, помилково співвідносять ці символи тільки з ЄС.
| Символ      | Символ   | ЄС  | РЄ  |
| ----------- | -------- | --- | --- |
| Прапор      | Прапор   | Так | Так |
| Гімн        | Гімн     | Так | Так |
| Девіз       | Девіз    | Так | Ні  |
| День Європи | 9 травня | Так | Ні  |
| День Європи | 5 травня | Ні  | Так |
| Валюта      | Валюта   | Так | Ні  |

## Персоніфікації

### Європа та бик
Європа — в епосі (Іліада, XIV, 321) — дочка Фенікса; за іншою версією міфу, донька фінікійського царя Агенора, сестра Кадма. Коли Європа з подругами гралася на березі моря, Зевс у вигляді білого бика викрав її і приніс на острів Крит. Там Європа народила від Зевса Міноса й Радамант, потім одружилася з бездітним Критським царем Астеріоном, який залишив владу над островом її синам. Міф про Європу, без сумніву, містить риси східного зооморфізму, як і міфи про Кадма та Мінотавра. Європу шанували на Криті і в Фівах як тубільне божество. Геродот раціоналізує міф про Європу і вважає, що вона є фінікійською царівною, яку викрали критські купці. Викрадення Європи — улюблений сюжет багатьох митців .

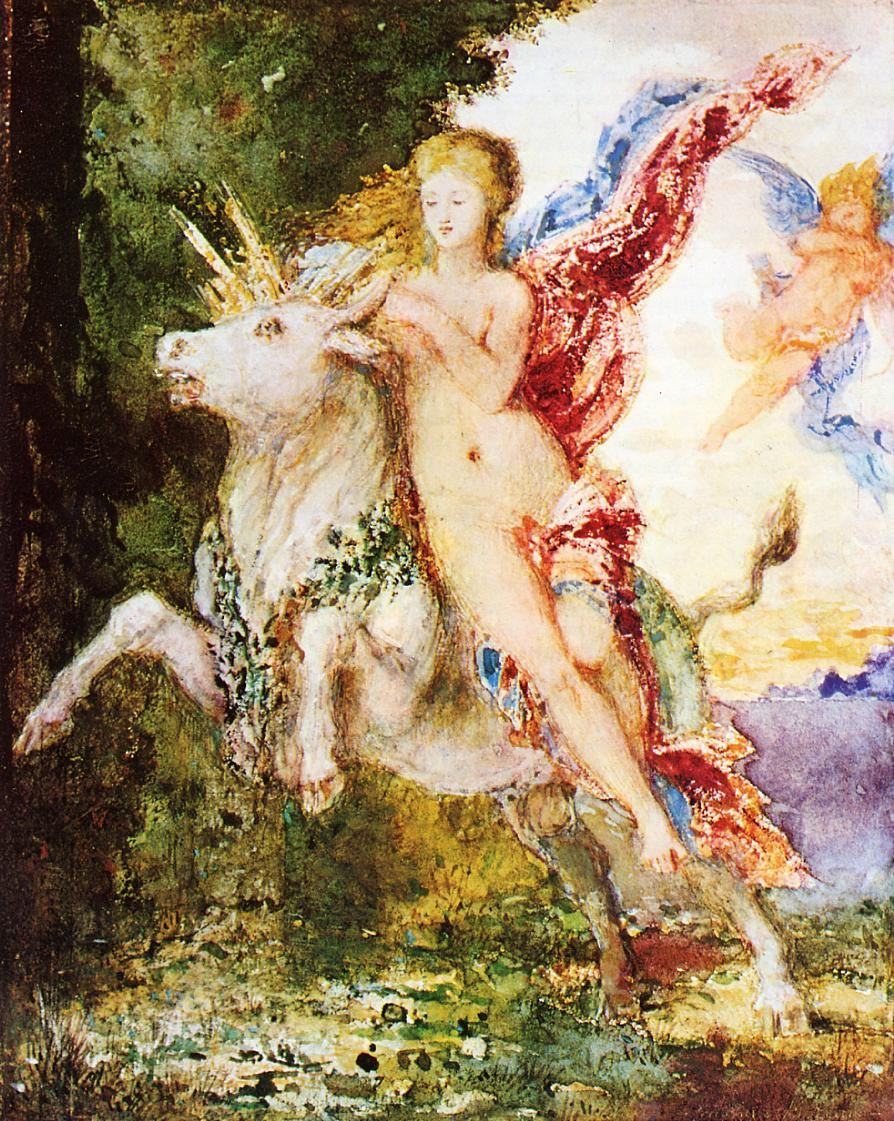
«Європа і бик», Густав Моро, 1869
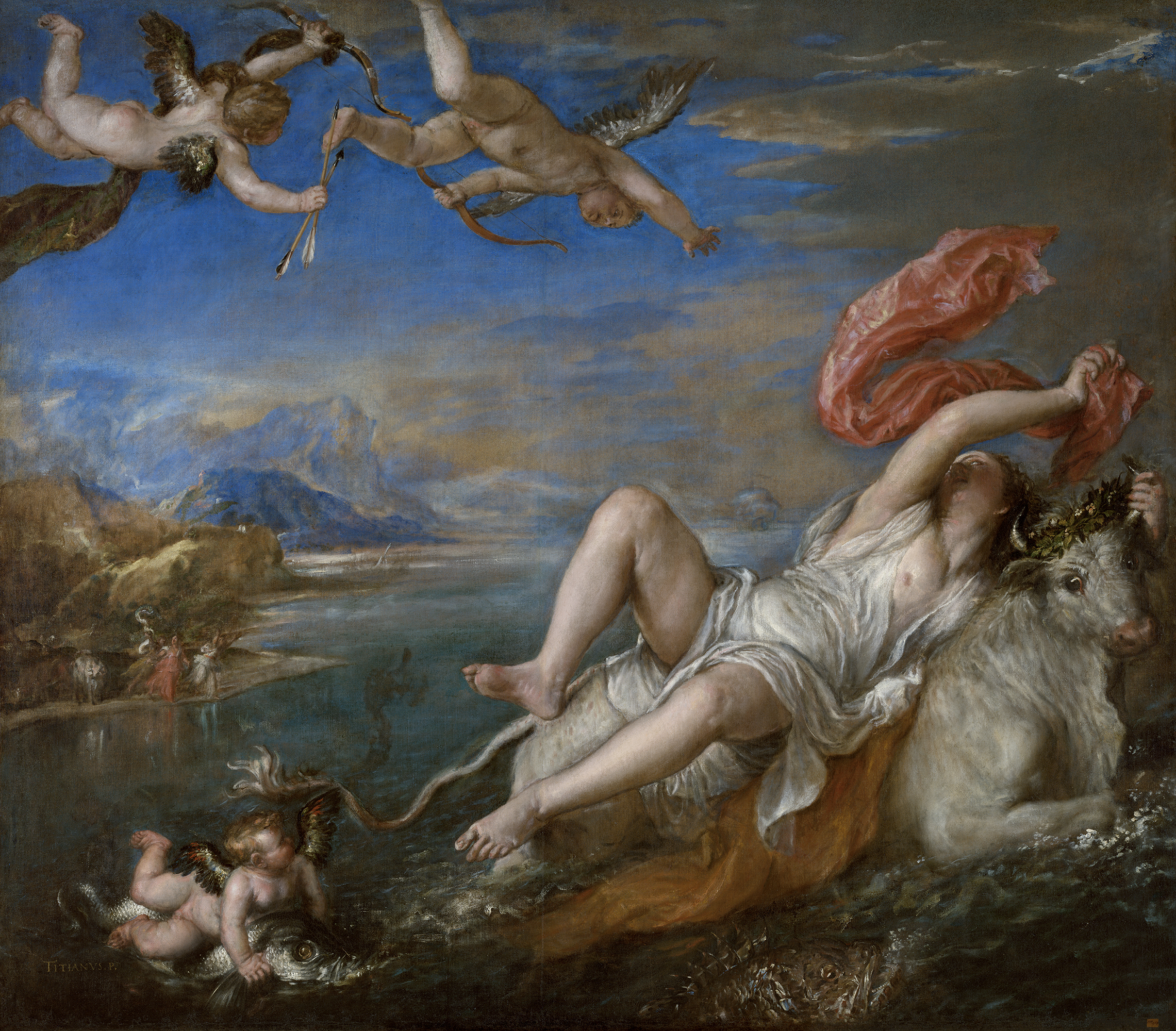
«Викрадення Європи», Тіциан
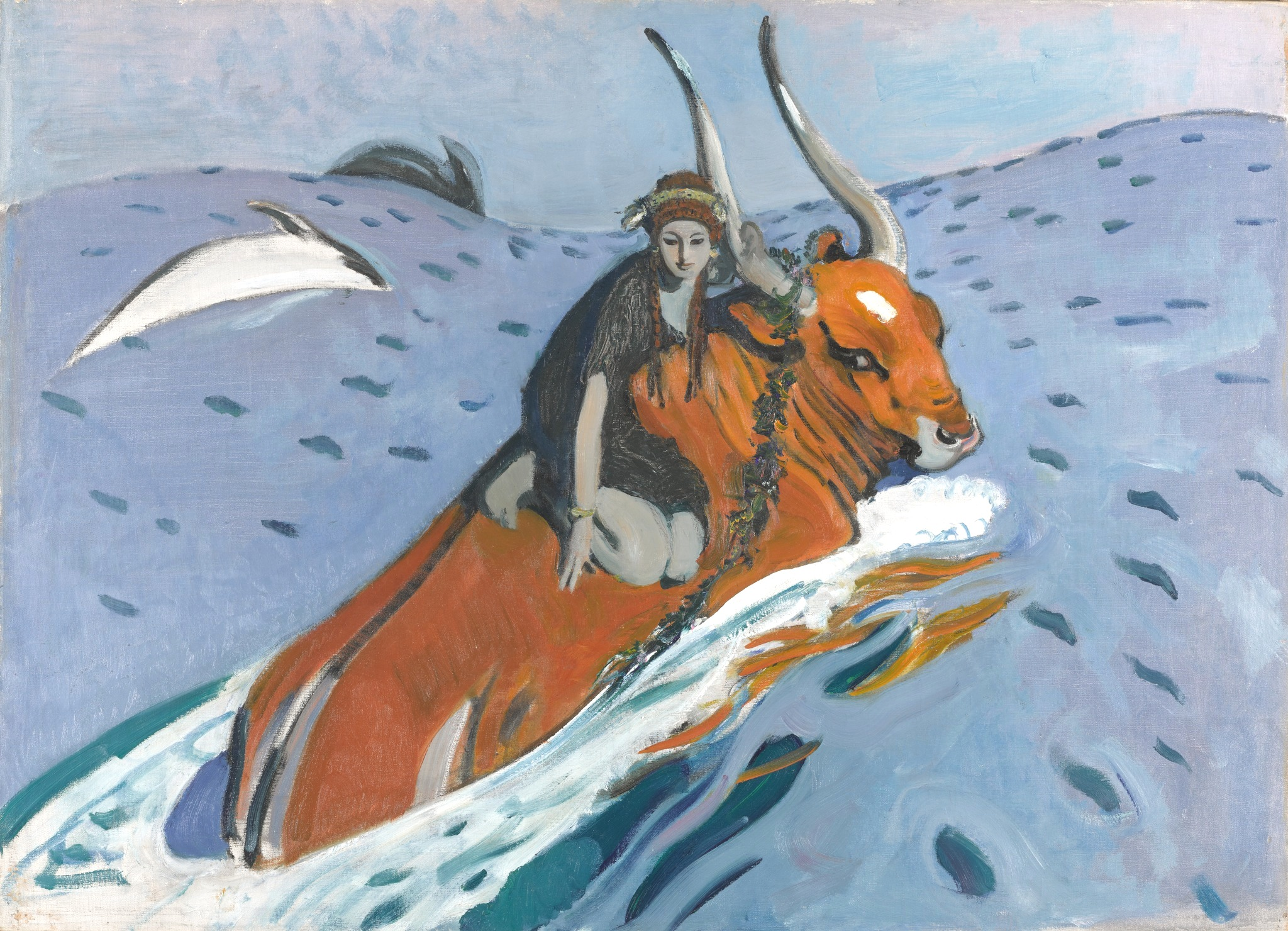
«Викрадення Європи», В. Серов, 1910
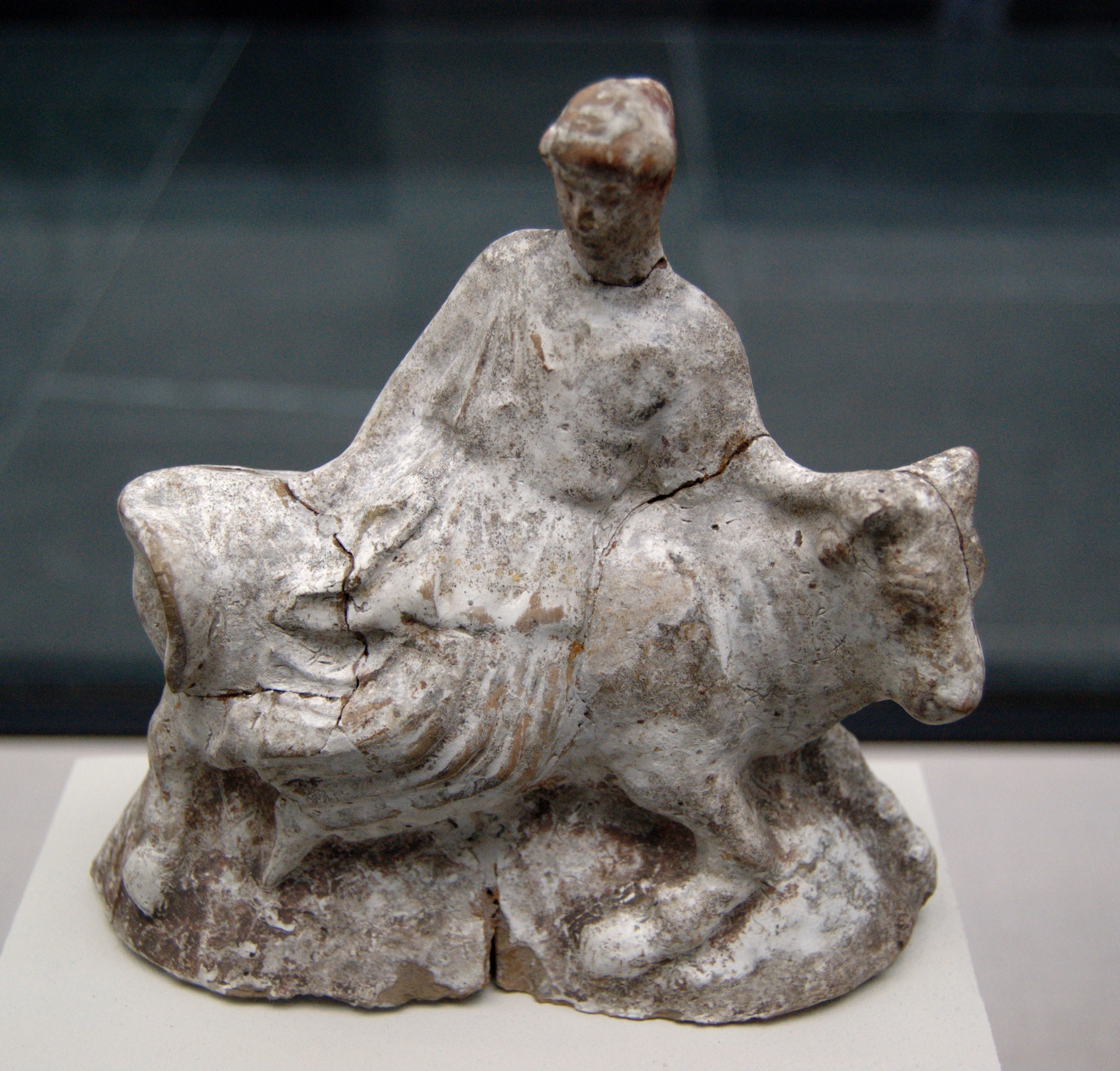
Теракотова статуетка, Афіни, 480-460 до н.е.
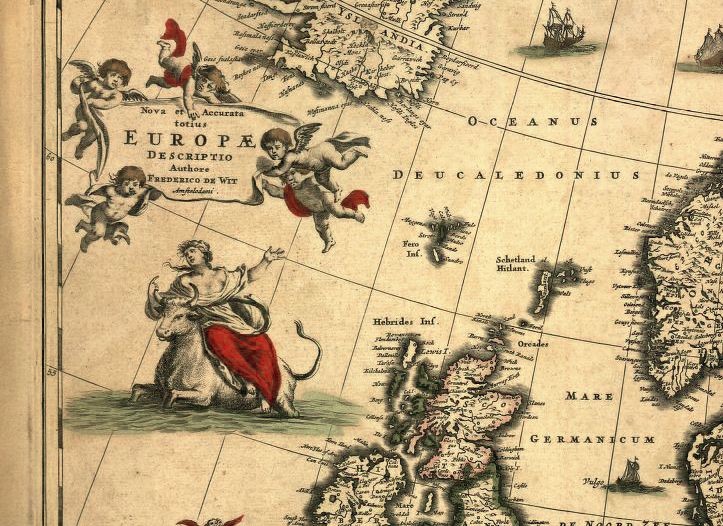
Карта з зображенням міфічної Європи, друга пол. 17 ст.

Сьогодні скульптура Європи і бика прикрашає деякі з установ Європейського союзу, а також грецькі монети 2€.

### Отець Європи

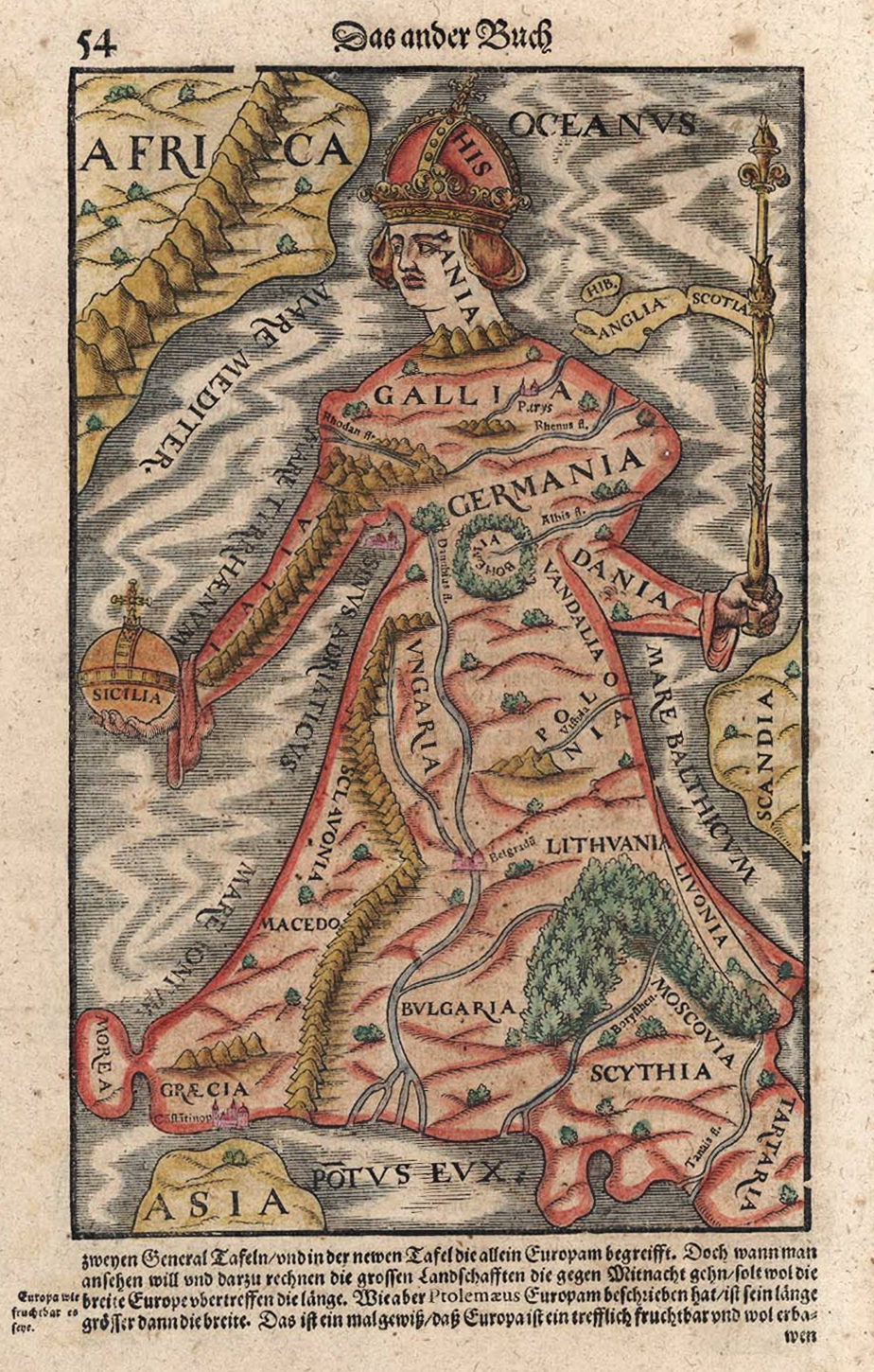
«Europa regina» з «Космографії» Мюнстера

Карл Великий (Шарлемань), засновник імперії Каролінгів, в результаті численних військових перемог об'єднав під своєю владою більшу частину Західної Європи за що отримав прізвисько «Батька Європи» (Pater Europae) . З заснуванням каролінгської імперії територіально закріпилося поняття Європи і це був перший політичний союз з часів падіння Римської імперії, що об'єднав велику частину Західної Європи. У 800 році, папа Лев III коронував його на титул «імператора». Наступні французькі і німецькі монархи вважали їх царства нащадками імперії Каролінгів.

### Карта «Europa Regina»
Карта «Europa Regina» (з лат. Королева Європи) була розміщена у кількох виданнях «Космографії» Себастьяна Мюнстера. На карті зображено європейський континент у вигляді жіночої фігури. Цю частину світу розташовано на карті в незвичайний манер — повернутою на 90° так, що захід опинився зверху, а схід — знизу. Автор випустив деякі території, однак ретельно зобразив близько 20-ти країн. Головою фігури є Іспанія, серце фігури знаходиться у Богемії, «держава» — в Сицилії, а скіпетр тримає Данія. Таким чином, в алегоричній формі зображено політичні реалії Європи 16-17 ст.

## Європейський прапор

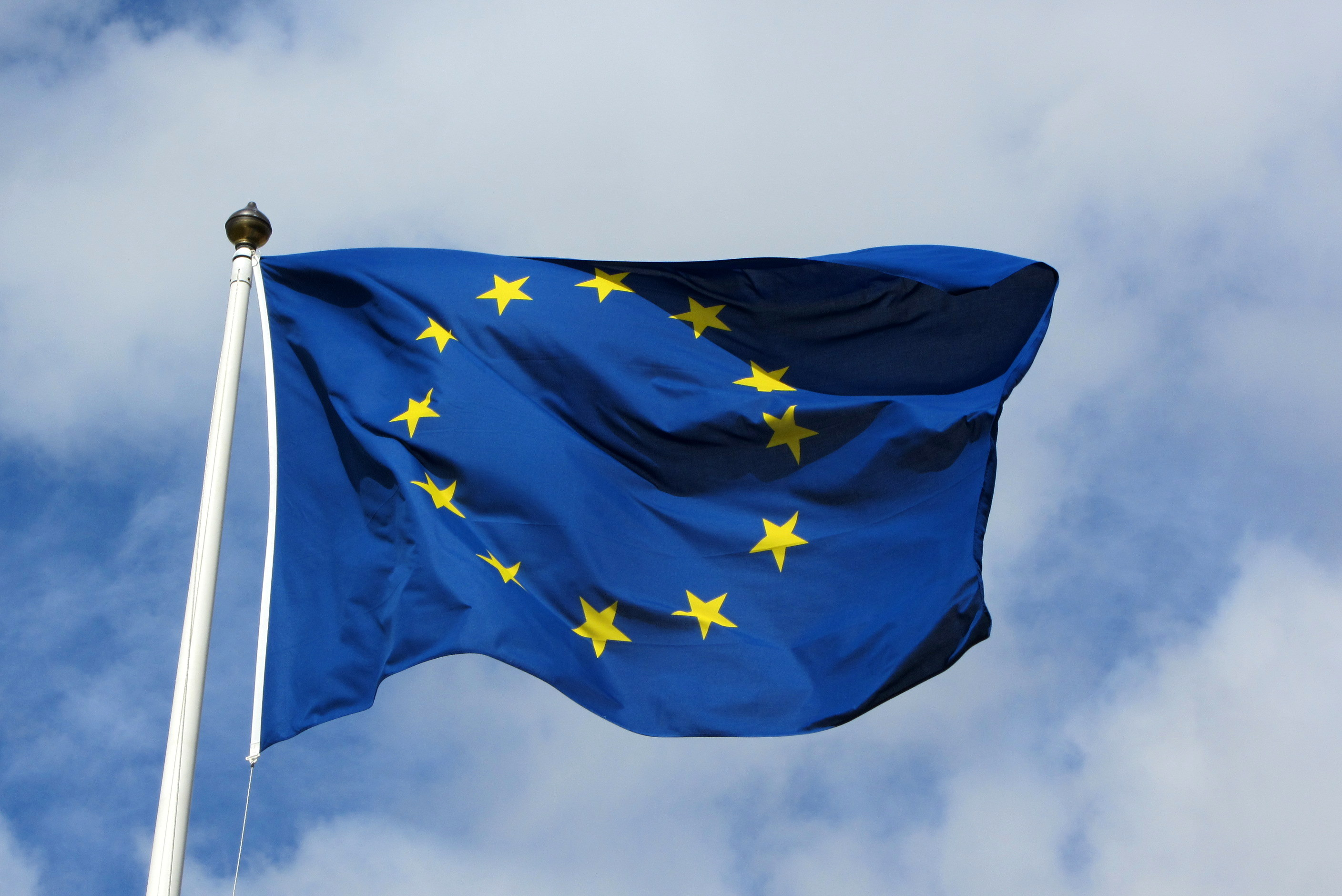
Прапор Європи

Прапор Європи — яскраво-синє полотнище із зображенням у центрі круга із дванадцяти золотих зірок. Число зірок не пов'язано з кількістю країн-членів організації. У різних традиціях «12» є символічним числом, що означає абсолютну досконалість. Це також і кількість місяців у році, і кількість цифр на циферблаті годинника, тоді як коло є ще й символом єдності .
У конкурсі на найкращий проєкт прапора брали участь сотні художників. Автором переможної ідеї вигляду прапора був Арсен Хайц (французький скульптор), який презентував цей проєкт у 1955 році.
25 жовтня 1955 р. Парламентська асамблея одноголосно обрала емблему з вінцем з дванадцяти золотих зірок на блакитному тлі. 9 грудня 1955 р. Комітет міністрів Ради Європи схвалив проєкт прапора, урочиста інавгурація якого відбулася 13 грудня того ж року в Парижі.
В офіційному поясненні до рішення комітету міністрів Європейської ради від 9 грудня 1955 року проголошено наступне:
|  | На тлі блакитного неба західного світу зірки символізують народи Європи в колі, знаку єдності. Число зірок незмінно, визначається рівним дванадцяти. Це число символізує досконалість і повноту … Як дванадцять знаків зодіаку представляють весь всесвіт, так дванадцять золотих зірок стоять за всі народи Європи, і за ті, що ще не можуть брати участь у побудові Європи в єдності і мирі |

У 1983 році Європейський парламент схвалює прапор, розроблений Радою Європи і також рекомендує його як емблему Європейського співтовариства. Європейська рада підтримує цю пропозицію в червні 1985 року. Установи Європейського союзу використовують цей прапор з 1986 року. З того часу європейський прапор став символом загального політичного проєкту, який об'єднує всіх європейців .

### Використання емблеми третіми сторонами
Принципи використання символів Європи третіми особами були викладені в адміністративній угоді Ради Європи . Відповідно до цієї угоди, будь-яка фізична або юридична особа «третя сторона» можуть використовувати європейську емблему або будь-які з її елементів якщо використання емблеми не створює враження, що існує зв'язок між створюваним об'єктом та будь-якими органами Європейського Союзу або Ради Європи; не дає приводу думати, що користувач отримує підтримку, схвалення або інші вигоди від організацій Європейського Союзу або Ради Європи, до яких насправді не має відношення;
якщо проєкт не пов'язаний з цілями та заходами, несумісними з принципами та цілями Європейського союзу або Ради Європи. При дотриманні даних вимог немає необхідності робити запит на письмову згоду для використання європейської символіки.

## Гасло Європейського Союзу
In varietate concordia (з лат. Єдність у багатоманітності) — офіційне гасло Європейського Союзу. Девіз виник у травні 2000 року під час конкурсу для учнівської молоді. У ньому взяло участь близько 80 000 студентів з 15 країн Європейського союзу.
Девіз означає те, що завдяки ЄС мешканці європейських країн поєднуються у співпраці заради миру і добробуту, а численні культури, традиції та мови держав Європи є безцінним активом цього континенту.

## Гімн Європи

Сторінка манускрипту Бетховена

Гімн Європи — мелодія, що символізує Європейський союз. Музика створена на основі фінальної частині «Дев'ятої симфонії» Людвіга ван Бетховена, написаної на вірші Фрідріха Шіллера. Ще в роки юності Бетховен вирішив створити музику до вірша Шіллера «Ода радості», написаного у 1785 році
. У 1823 році симфонію було завершено.
У 1972 році Рада Європи прийняла «Оду до радості» Бетховена як гімн. У 1985 році лідери ЄС погодили визнали музику офіційним гімном ЄС. Гімн символізує не тільки Європейський Союз, але і Європу в більш широкому сенсі. Вірш «Ода до радості» висловлює ідеалістичний заклик Шіллера до усіх людей об'єднатися. Відомому диригенту Герберту фон Караяну було доручено написати три інструментальні аранжування — із соло для фортепіано, духових інструментів та для симфонічного оркестру. Без слів, лише мовою музики, гімн виражає ідеали свободи, миру та солідарності — цінності, що поділяють держави-члени та їхню єдність у багатоманітності. «Ода до радості» не скасовує національні гімни держав .

## День Європи
День Європи— свято, що відзначається в країнах Європейського Союзу 9 травня. Цього дня у 1950 році було проголошено Декларацію Роберта Шумана. Він закликав Німеччину, Францію та інші країни Європи об'єднати їхні галузі промисловості, а також віддати їх у розпорядження новітній наднаціональній структурі. У 1985 році лідери Євросоюзу на саміті в Мілані на честь цієї декларації вирішили заснувати цей день як День Європи. Рада Європи святкувала однойменне свято у день свого заснування 5 травня 1949 р. до 1964 р. Також 9 травня вважається Днем народження Європейського Союзу. Відзначаючи день Європи у травні, європейські інституції прочиняють свої двері для відвідувачів. Громадяни можуть ближче ознайомитися з європейською політикою та роботою Єврокомісії, Європарламенту, Ради міністрів ЄС тощо.

## Конституційне закріплення
Проєкт Конституції Європейського Союзу, що був ухвалений та підписаний 2004 року главами держав та урядів 25 країн ЄС закріплював офіційну символіку ЄС (вищеописані прапор,гімн та гасло). Конституція мала набути чинності після ратифікації в усіх країнах Європейського Союзу. Однак її ратифікацію не було підтримано на референдумах у Франції та Нідерландах у 2005 році. В новій, Лісабонській угоді, що стала заміною Конституції ЄС, було вилучено положення про символи ЄС. Лише 16 країн ЄС, що вирішили задекларувати свою прихильність європейській ідеї, заявили в окремій декларації до договору, що вважатимуть зазначені гімн, прапор і девіз символами Європейського союзу .

## Європейська валюта

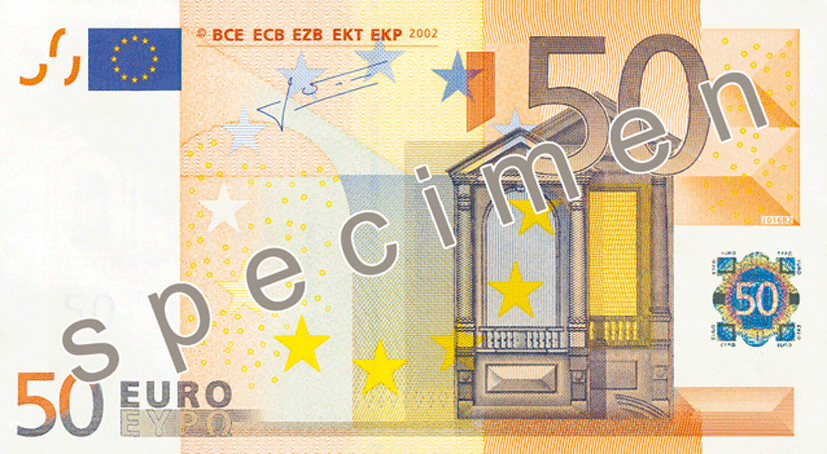
Лицьова сторона банкноти номіналом 50 євро

Є́вро (€,(англ.) Euro) — офіційна валюта 19 з 28 держав Європейського Союзу, відомих також як Єврозона. У готівковому обігу з 1 січня 2002 року. Велика Британія та Данія вирішили поки що відмовитись від введення євро на своїй території, а Швеція не змогла виконати необхідних критеріїв введення євро, встановлених Маастрихтським договором. 6 із 13 держав, які приєдналися до ЄС у 2004—2013 роках, поки що не змогли виконати всіх необхідних критеріїв «зони євро».
Всі євробанкноти єдині, їх випускає тільки Європейський Центральний Банк. Карбування ж монет було покладено на національні банки окремих країн Союзу. Будь-яка з цих монет є законним платіжним засобом по всій «зоні євро», але дизайн їх відрізняється. Реверс однаковий для всіх євромонет, а аверс - різний. Кожна країна має право розмістити власний варіант дизайну на лицьовій стороні. Маючи євро, люди можуть подорожувати і робити покупки в багатьох країнах ЄС без необхідності міняти гроші та порівнювати ціни.

## Домен .eu
На відміну від США, де давали імена загальним доменам верхнього рівня у відповідності з їхнім призначенням (biz- для бізнесу, pro – для професіоналів, org - для організацій), Євросоюз дав ім’я новому домену, застосувавши географічну ознаку. Домен .eu був запущений 7 грудня 2005 року, реєстрація для резидентів Європейського союзу була відкрита 7 квітня 2006 року. Спочатку на домен .eu перейшли інституції Європейського Союзу. Згодом він став популярним серед численних компаній та приватних осіб. За п’ять років використання інтернет-домену .eu кількість зареєстрованих на ньому вебсайтів наблизилася до 3,5 мільйонів. В усьому світі .eu вже зайняв дев’яте місце .

## Європейські символи в Україні

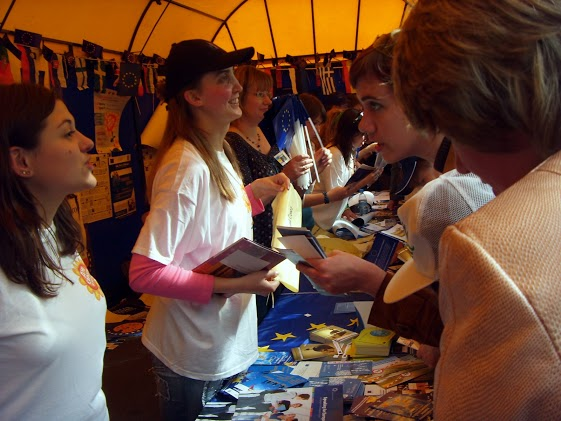
Намет Представництва ЄС в Україні на Хрещатику в День Європи, 2009 рік

- У вересні 1994 року до двохсотріччя міста в Одесі було відкрито скульптурну композицію «Викрадення Європи» [17].
- 5 червня 2010 року на Говерлі у рамках відзначення «Дня Європи в Карпатах» було встановлено прапор Європейського Союзу. Ініціаторами й учасниками акції виступили молодіжні організації та велосипедні клуби Івано-Франківщини та Львівщини [18].
- Україна – одна з небагатьох держав не членів ЄС, у якій на державному рівні відзначається День Європи. Щорічне відзначення згаданого заходу в нашій державі започатковано Указом Президента України від 19 квітня 2003 р. № 339, яким встановлено третю суботу травня датою святкування в Україні Дня Європи [19]. Традиційно, урочиста церемонія відкриття Дня Європи проходить у Києві. На центральній вулиці Києва  – Хрещатику – облаштовується так зване «Європейське містечко» за сприяння Представництва ЄС в Україні та посольств держав-членів ЄС.  Протягом останніх років успішно апробовано практику широкомасштабного святкування Дня Європи у регіонах України.
- 27 березня 2013 року Сумська міська рада ухвалила рішення про використання прапора Європейського союзу під час офіційних заходів та державних свят поряд із Державним прапором України в місті Суми [20].
- 4 вересня 2013 року у Львові стартувала акція зі створення прапора Європейського союзу, розміром 14,5х21,5 метра. Її організував громадсько-журналістський рух «Народний контроль». Загальна площа стягу — 300 кв. м [21].
- Євромайдан, що розпочався 21 листопада 2013 року, як реакція на рішення Кабінету Міністрів України про призупинення процесу підготування до підписання Угоди про асоціацію між Україною та Євросоюзом, викликав бум споживчого попиту на символіку ЄС. Стяг з колом із дванадцяти зірочок став в ці дні ходовим товаром [22]. Стрічки, що поєднують прапори Євросоюзу та України, прапори ЄС та інші форми використання символіки стали атрибутами мітингувальників та їхніх прихильників. Похідна від прапора ЄС символіка також стала розміщуватися на території євромайданів.

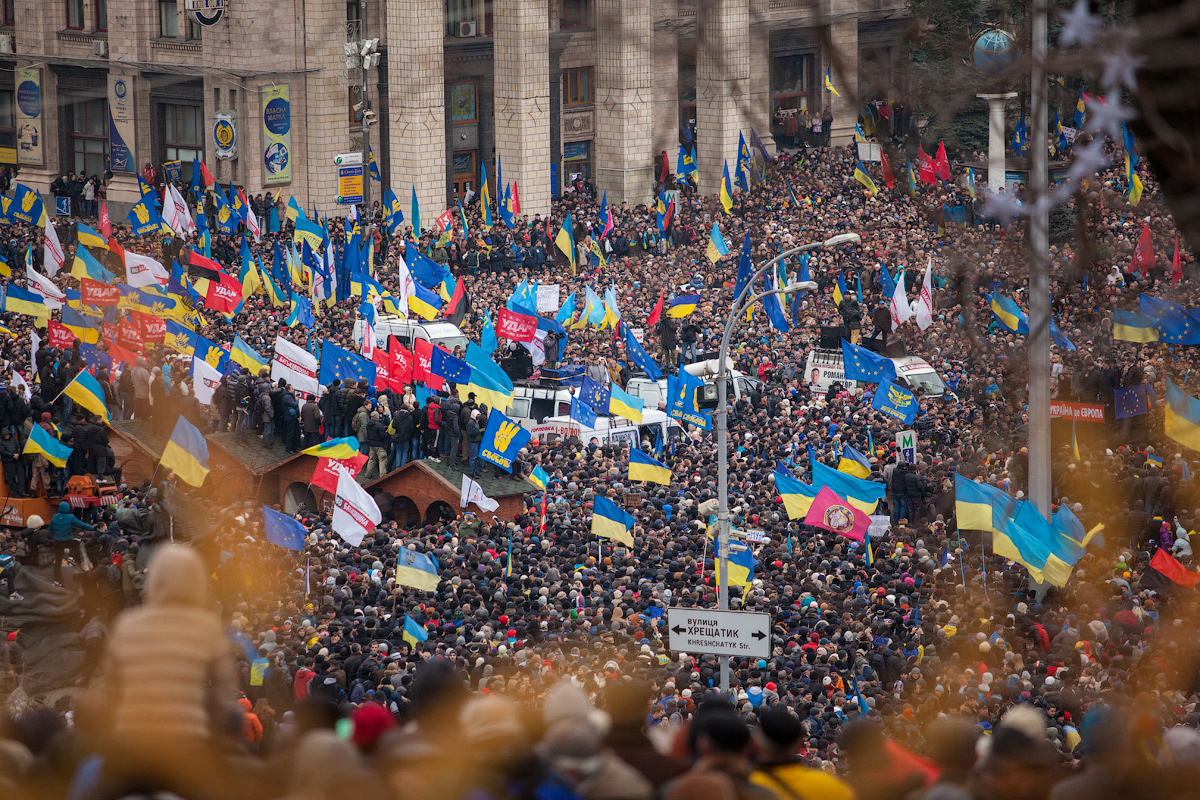
Євромайдан в Києві, 1 грудня 2013 року
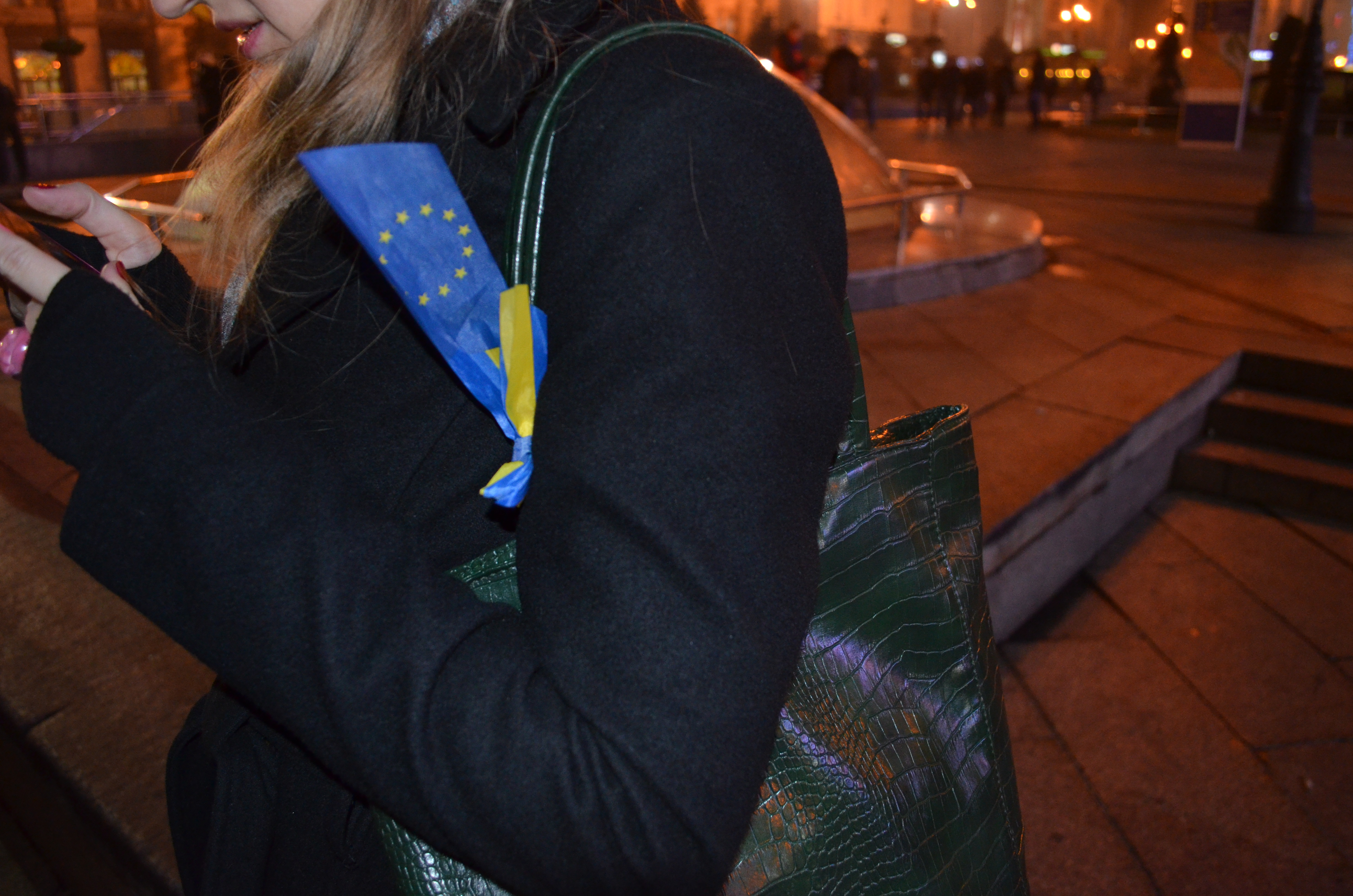
Стрічка на підтримку Євромайдану
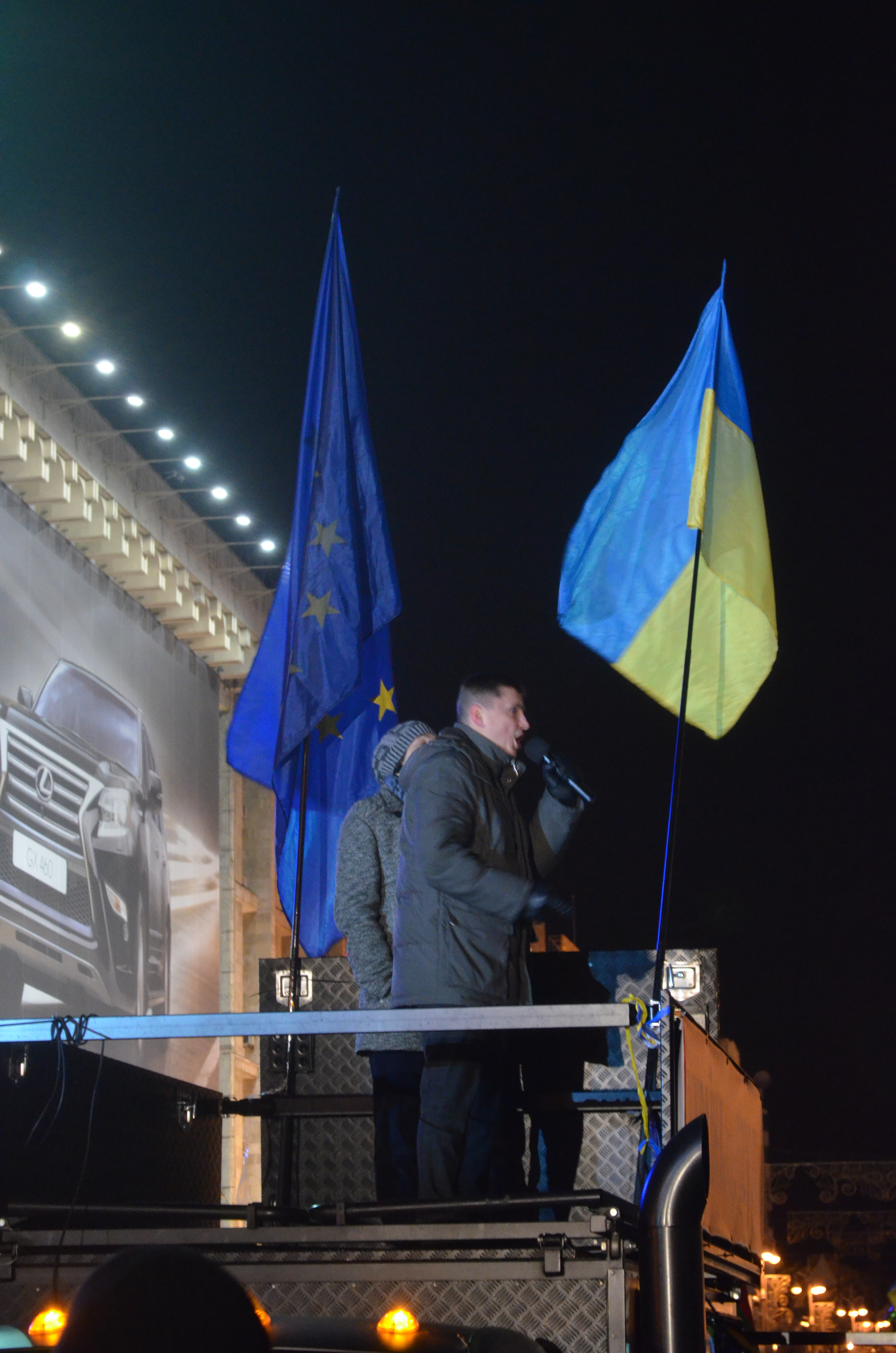
Сцена на Майдані Незалежності
Мітингувальник з маскою-прапором ЄС